# بهيسة (اسم)
بهيسة هو اسم علم مؤنث من أصل عربي، ومعناه هو القوية الجريئة.

## وصلات خارجية
- موسوعة السلطان قابوس لأسماء العرب